# Naxburg (Burg)
Die Naxburg ist eine abgegangene Höhenburg im Vogelsberg auf dem Gebiet der Gemeinde Freiensteinau in Hessen.

## Geographische Lage
Die Naxburg befindet sich auf einer ursprünglich Naxberg genannten 554 m ü. NN hohen Anhöhe. Nach Zerstörung und Verfall der Burg ging ihr Name auf den Berg über.

## Geschichte
Die „Nackesberg“ (auch Naxburg) wurde um das Jahr 1290 von Berthold II. von Lißberg, und Simon von Schlitz genannt von Blankenwald zur Überwachung der Handelsstraße von Frankfurt nach Erfurt erbaut.
Die Abtei Fulda erhob Besitzansprüche auf den Berg und die Burg. Die Erbauer gaben diesen jedoch nicht nach und trugen sie dem Pfalzgrafen bei Rhein mit den Gerichten Freiensteinau und Moos zu Lehen auf. Während der folgenden Auseinandersetzungen wurde die Burg vermutlich durch die Abtei Fulda zerstört und lag um 1338 bereits in Trümmern. Später kam die Ruine in den Besitz des Adelsgeschlechts von Eisenbach und über diese, 1428, in den Besitz der Freiherren von Riedesel. Die Burg wurde jedoch nicht wieder aufgebaut.
Die Ruine wurde im Laufe der Jahre von den Bauern aus Ober-Moos und Gunzenau, heute Ortsteile von Freiensteinau, abgefahren und zum Wohnungsbau verwendet.
Der Fund  eines Steigbügels, einer Pfeilspitze und Scherben aus fränkischem Ton bewogen die von Riedesel 1884,  Grabungen auf dem Berg zu veranlassen, um nach weiteren Fundstücken zu suchen. Weitere Funde wurden nicht gemacht.

## Die Naxburg heute
Heute sind von der Naxburg nur noch eine Vertiefung mit zwei bis drei treppenstufenähnlichen Basaltsteinen in unwegsamem Laubwald zu sehen. Lage und Verlauf ehemaliger Wälle lassen sich allenfalls erahnen.

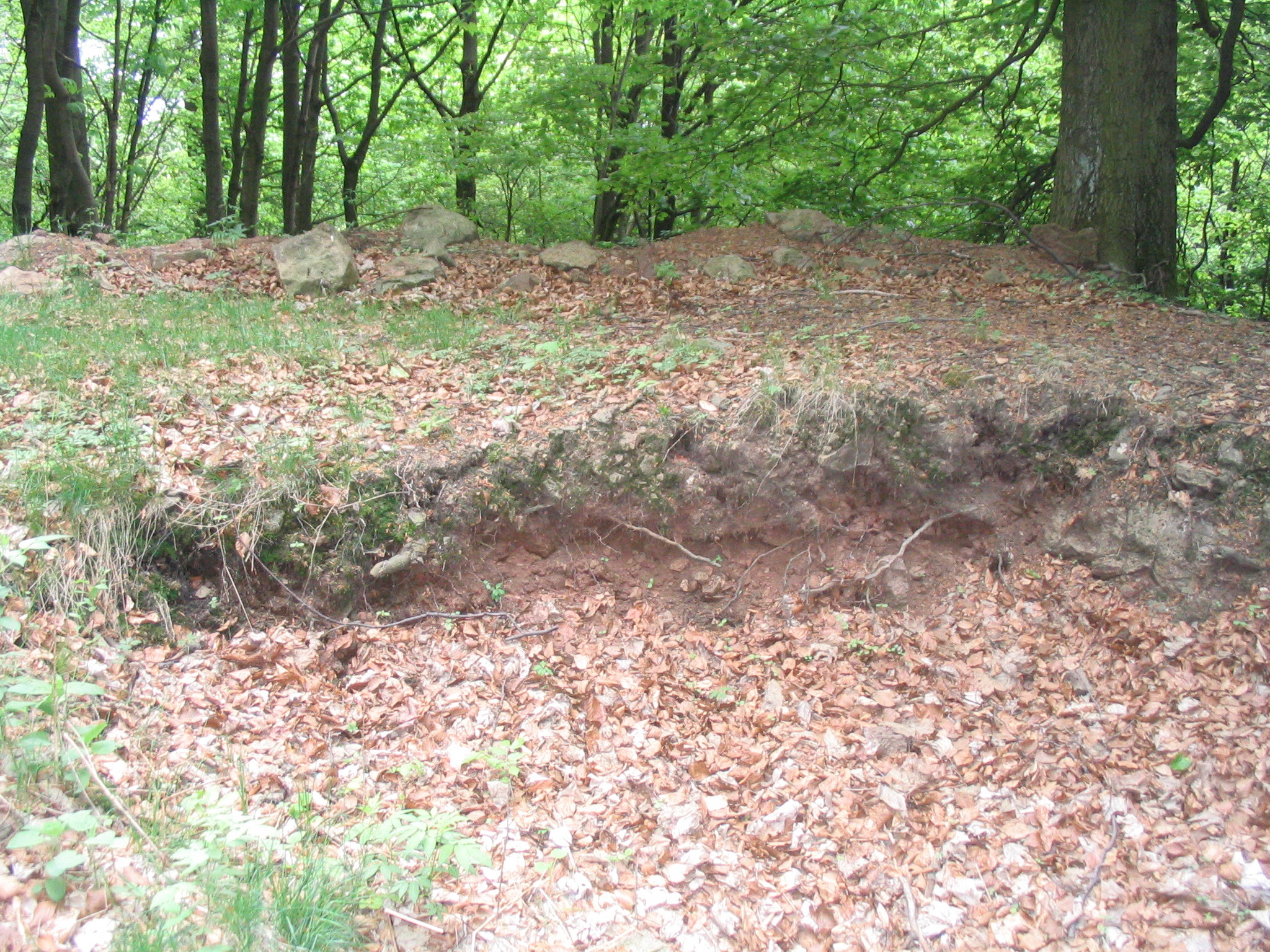
Blick aus der Vertiefung nach Süden